# تام سویفت

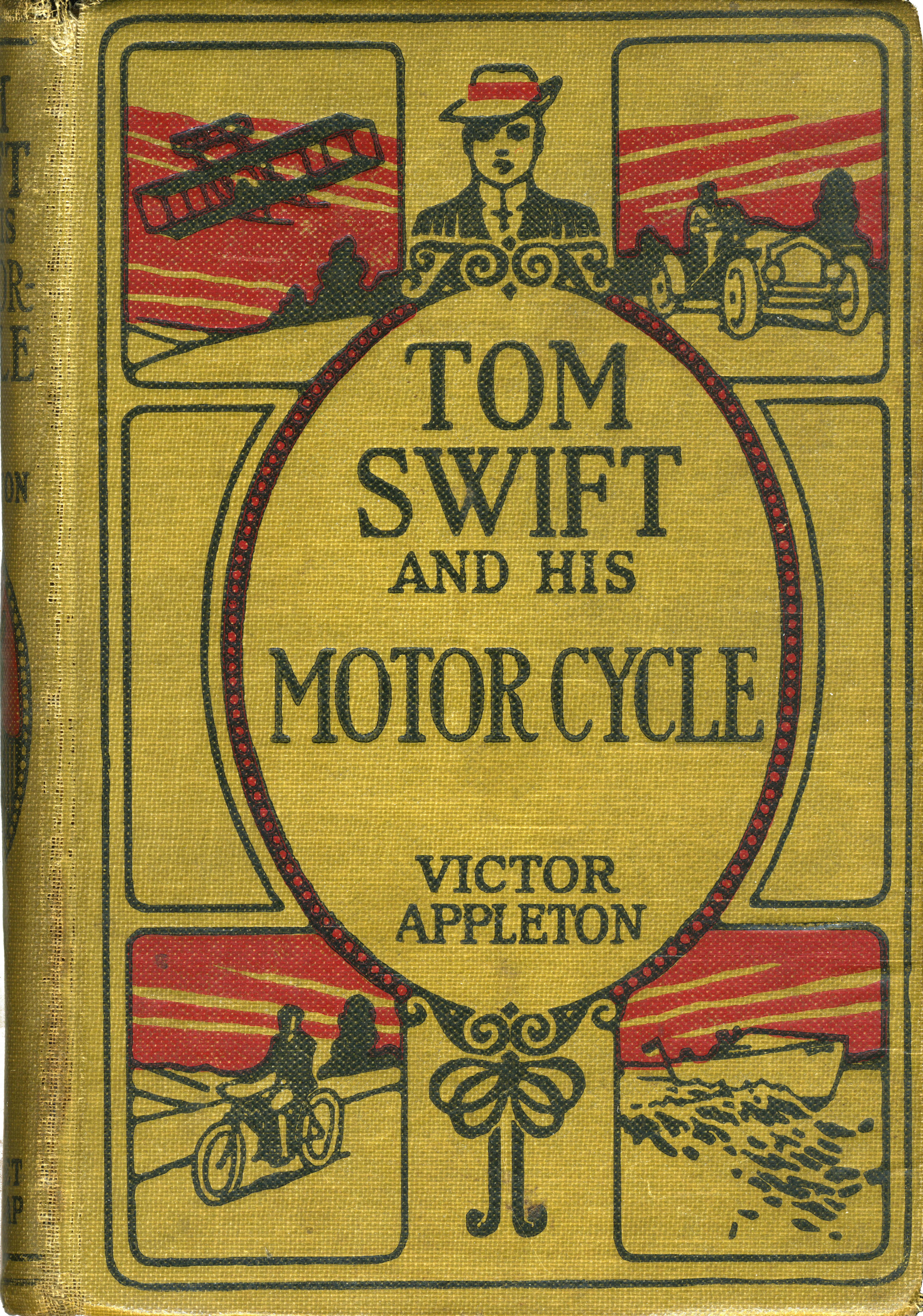
تام سویفت و موتور سیکلتش

تام سویفت (انگلیسی: Tom Swift) شخصیت خیالی نقش اول پنج داستان علمی تخیلی آمریکایی است. تام سویفت با خلق اختراعات گوناگون منجر به پدید آمدن ماجراجویی‌های جدیدی می‌شود. ماجراهای تام سویفت در شش جلد انتشار یافته است. نویسنده این اثر ویکتور اپتلون است.